# 신부 들러리 (영화)
신부 들러리(La Demoiselle D'honneur, The Bridesmaid)는 이탈리아에서 제작된 끌로드 샤브롤 감독의 2004년 스릴러, 드라마, 멜로/로맨스 영화이다. 브느와 마지멜 등이 주연으로 출연하였고 패트릭 고도 등이 제작에 참여하였다.

## 출연

### 주연
- 브느와 마지멜
- 로라 스멧

### 조연
- 오로르 클레망
- 베르나르 르콕
- 소렌 보튼
- 안나 미하체
- 미첼 듀차우소이
- 수잔느 플론
- 에릭 세이그너
- 피에르 프랑소와 듀메니오드
- 필립 뒤클로
- 토머스 샤브롤
- 이솔데 바스

## 제작진
- 원작자: 루스 렌델
- 공동제작: 안토니오 파살리아
- 공동제작: 알프레드 허머
- 미술: 프랑수아 베누아 프레스코
- 의상: 믹 체미널